# BX Brussels
Maillots
Dernière mise à jour : 7 août 2017.
Le BX Brussels est un club de football belge basé à Anderlecht. Le club, porteur du matricule 9026, évolue en première provinciale lors de la saison 2017-2018. Il a disputé auparavant 10 saisons dans les séries nationales.
Le club est présidé depuis mars 2013 par Christel Kompany, la sœur de l'ex-capitaine des Diables Rouges, Vincent Kompany.
En juin 2012, le club en proie à des problèmes financiers « est déménagé » de son village d'origine (Bleid, à proximité de Virton) vers la région bruxelloise, à la suite du rachat du matricule (voir ci-dessous). Il est communément appelé durant quelques mois « Football Club Bleid-Molenbeek » par la presse et les supporters. Ceci car le but initial du projet de jouer au  stade Machtens de Molenbeek. Mais en définitive, le club ne joue jamais à Molenbeek et doit même à plusieurs reprises se mettre en quête d'un terrain.
Finalement, cette dénomination, qui n'a jamais eu aucun caractère officiel, est définitivement abandonnée lorsque le nouveau nom du club, « BX Brussels », est annoncé.

## Projet BX Brussels
Le BX est un projet social basé sur le football et installé au cœur de notre pays, à Bruxelles. Sous l’impulsion du capitaine de l’équipe nationale de football Vincent Kompany, l’ancien FC Bleid-Gaume s’est mué en un nouveau club, 100 % bruxellois. Le nom “BX Brussels” a été choisi parmi une longue liste de propositions émanant des sympathisants. Ces sympathisants ont aussi contribué à la création de l’emblème et au choix des couleurs : noir et blanc.
Au BX, l’aspect social compte au moins autant que l’aspect sportif. Le club veut offrir des possibilités aux « ketjes » de Bruxelles, les guider dans leur parcours de vie souvent complexe. Le BX n’est donc pas un club de foot ordinaire, mais une association chaleureuse qui met au premier plan l’épanouissement des jeunes bruxellois et qui, pour cette raison, ne sélectionne pas sur base du seul talent. Au BX Brussels, on peut marquer aussi en dehors du terrain.
Le club est dirigé par Jesse De Preter (CEO) et Christel Kompany 
(présidente), assistés du directeur sportif Junior Ngalula et du social manager Cathy Van Remoortere. Le BX Brussels joue cette saison en Quatrième Division B et compte quelque 100 joueurs répartis entre les équipes Jeunes de U6 à U13.

## Histoire

### Fondation
Le Football Club Bleid est fondé le 18 mars 1986 par quelques passionnés de football du village, Renato Di Felice, Luc Windeshausen, Serge Carnevali, Joël Thiry et Marcel Thiry, le premier cité en devenant le premier président. Le 25 juin, le club s'affilie à l'Union belge de football, et reçoit le matricule 9026. Le club débute en septembre en troisième provinciale luxembourgeoise, le plus bas niveau dans la province. Les fondateurs choisissent des maillots rouge et noir pour le club.
Pendant une dizaine d'années, le club joue dans le village voisin de Saint-Mard, aucune installation sportive n'étant encore construite à Bleid. Le club change de présidence après quelques années d'existence, et est pris en mains par Bruno Marchal. Il remporte le premier titre de son histoire au terme de la saison 1993-1994, et est promu en deuxième provinciale. Il n'y reste qu'une saison et est relégué aussitôt.

### Ascension dans les séries provinciales
En 1995, un entrepreneur luxembourgeois d'origine italienne, Renato Costantini, s'installe à Bleid. Les dirigeants du club lui proposent alors d'en prendre la présidence. Après un an de réflexion, ce dernier accepte la proposition, à condition que le club vienne jouer sur le territoire de Bleid. Le terrain est déjà prêt à l'emploi, mais il n'y a ni vestiaires, ni tribunes, ni buvette. C'est ainsi que durant l'été 1996, les membres du comité du club aidés par des supporters transforment une ancienne étable en ruine aux abords du terrain en plusieurs vestiaires et une buvette. Au fil des saisons qui suivent, est érigé un coquet petit stade. En 2005, l'enceinte reçoit le nom de« stade Jacques N'Doumbé », en l'honneur d'un joueur camerounais (qui se révéla à Andenne et joua aussi à Virton) décédé, dans sa 33e année, d'un cancer fulgurant.
Le nouveau président donne ensuite des objectifs sportifs clairs : quitter au plus vite la troisième provinciale, et rejoindre la première endéans les six ans. L'équipe est renforcée chaque saison, et de sixième en 1997, elle finit quatrième l'année suivante, et remporte finalement le titre dans sa série en 1999. Cette fois, le club ne fait pas l'ascenseur. Bien au contraire, il joue avec les meilleurs jusqu'au bout de la saison, et finit quatrième. La saison suivante, le FC Bleid annonce clairement viser la montée en première provinciale. Il échoue de peu à la deuxième place, derrière Sainte-Marie. Déçus mais pas résignés, président, entraîneur et joueurs font de la montée une obligation pour la saison qui suit. Finalement, le succès est au rendez-vous, le club remporte le championnat 2001-2002 haut la main, récoltant 88 points sur les 90 possibles (29 victoires et 1 match nul en 30 matches).
Arrivé parmi l'élite provinciale, le club doit réapprendre à perdre. Mais malgré tout, il joue les premiers rôles, et pour sa première saison à ce niveau, il finit deuxième, derrière le champion Bercheux, qui domine la saison de bout en bout. Cette performance au-delà des attentes des membres et supporters du club permet à tout un village de rêver à de plus grandes ambitions. Ainsi, le club annonce viser le titre à l'aube de la saison 2003-2004, et par la même une première montée en Promotion. Le club se montre à la hauteur de son ambition, et décroche le titre avec treize points d'avance sur son dauphin. Pour la première fois de son Histoire, le club va découvrir les séries nationales.

### Premières saisons en Promotion
Pour sa première saison au niveau national en 2004-2005, le club lutte tout au long de la saison pour son maintien, et termine finalement dixième. La saison suivante, le club termine à une surprenante deuxième place, à huit points du champion Seraing-RUL. Qualifié pour le tour final, il élimine l'Excelsior Veldwezelt au premier tour après la séance de tirs au but, mais est ensuite battu par Opwijk. En 2007, Bleid fait partie des favoris pour le titre. Le club fait la course en tête avec Hamoir, loin devant les autres clubs de leur série. Les deux équipes se rencontrent lors de la 25e journée. Les Liégeois remportent ce match, et ne fléchissent pas jusqu'au terme de la saison, privant Bleid du titre. À nouveau qualifié pour le tour final, Bleid élimine successivement Hannut puis Hoogstraten. Lors de la finale, il retrouve Veldwezelt sur sa route, qui prend sa revanche sur les Gaumais en remportant la victoire aux tirs au but. Le club doit jouer un match de classement face à Rupel Boom au cas où une place supplémentaire viendrait à se libérer dans les divisions supérieures, mais il déclare forfait, sans conséquence vu qu'aucun club n'a cessé ses activités dans les trois divisions supérieures.
À l'entame de la saison 2007-2008, le FC Bleid est de nouveau cité comme un des favoris pour décrocher le titre. Mais cette fois, Union du Centre s'avère bien plus forte et remporte sa série. Bleid, troisième, se retrouve une fois de plus au tour final pour la montée. Après une victoire face à Opwijk, le club s'incline au deuxième tour contre Rupel-Boom, et loupe une fois de plus la montée en Division 3. Finalement, le club parvient à ses fins en 2009 : il remporte sa série de Promotion, avec un point d'avance sur Sprimont Comblain, et rejoint pour la première fois de son Histoire la troisième division nationale.

### Découverte de la Division 3 et problèmes financiers
Le FC Bleid monte en D3 l'année où les deux séries sont élargies à 18 clubs. L'apprentissage se fait dans la douleur pour le club, qui occupe longtemps une place de relégable. Mais en février 2010, le comité sportif de l'Union Belge inflige une sanction de huit défaites par forfait au Racing Peruwelz pour avoir aligné un joueur sans licence, faisant passer le club hennuyer de la douzième à la dernière place, et permettant à Bleid d'espérer un maintien direct. Mais malgré les bons résultats du club durant les dernières saisons, ses finances ne sont pas au mieux. Le 9 mars 2010, les dirigeants du club annoncent qu'ils songent à déposer le bilan et arrêter ses activités. Finalement, le club peut terminer la saison, et évite même les barrages de justesse, avec un point d'avance sur Tongres. Il change alors son appellation officielle en Football Club Bleid-Gaume, pour étendre son empreinte régionale.
Si la saison suivante est plus calme au niveau extra-sportif, les résultats ne sont pas meilleurs que l'année précédente. Le club finit quatorzième de la série B, et se sauve avec une marge de quatre points sur le barragiste. Le club entame la saison 2011-2012 bien décidé à ne plus lutter pour son maintien. Mais les problèmes financiers le rattrapent rapidement, menaçant sa survie à court terme. Le 30 octobre 2011, l'ensemble du comité de direction du club démissionne, et annonce une prochaine mise en faillite du club, avec arrêt des activités au 31 décembre. Après plusieurs semaines d'incertitude, la reprise du club par un groupe d'investisseurs français, emmenés par Grégory Sellier et Maxime Bootz, est actée le 12 décembre. Les nouveaux dirigeants avancent un projet ambitieux pour le club. Sous la forme de deux premiers gros coups, Ils engagent notamment Lionel Charbonnier, champion du monde 1998 en tant que troisième gardien, comme entraîneur principal, et Sébastien Hamel triple vainqueur de la coupe de france comme entraineur adjoint et coach des gardiens, avec pour objectif d'assurer le plus rapidement possible le maintien du club, puis de faire monter le club en Division 2 dans les trois ans.
La dure réalité rattrape vite le club, qui ne parvient pas à s'extraire de ses difficultés, malgré le soutien de célébrités comme Francis Lalanne ou M. Pokora, des amis de l'entraîneur. Mais après une visite du premier cité lors d'une rencontre face au RFC Huy, suivie d'un concert pour le club, les choses n'évoluent plus, Matt Pokora démentant son implication au club dans les jours qui suivent. Finalement, le club est déclaré en faillite et mis en liquidation par ses dirigeants. Son matricule 9026 est notamment en vente pour une somme comprise entre 150 000 € et 200 000 €, ce qui permettrait au club acquéreur de prendre la place des Gaumais en troisième division. Deux clubs se montrent intéressés par le rachat, le Wallonia Walhain, vice-champion de Promotion D et un club évoluant dans les séries provinciales dont l'identité n'est pas révélée. Le 20 juin, le club brabançon renonce à ce projet et reste en Promotion. Finalement, on apprend cinq jours plus tard que le matricule 9026 de Bleid est racheté par le « nouveau RWDM », porteur du matricule 9449, qui évolue depuis 2010 en quatrième provinciale, le plus bas niveau du football belge. Le principal artisan de ce rachat est l'ancien international belge Michel De Wolf, formé par l'« ancien » RWDM. À la suite de ce rachat, le club déménage vers Molenbeek.

## Projet « RWDM 47 »
À la suite du déménagement vers la capitale, le club évolue au Petit Heysel. Si réglementairement l'appellation officielle (FC Bleid-Gaume) ne peut être changée, dans le langage courant, le club devient le « FC Bleid-Molenbeek ».
Le projet des investisseurs est de relancer l'ancien Racing White Daring de Molenbeek. Et il est officiellement annoncé que le matricule 9026 prendra par la suite le nom de « RWDM 47 », soit la juxtaposition des anciennes initiales et de l'ancien matricule. Le quinze août 2012, le FC Bleid-Molenbeek commence le championnat D3B avec un 0-0 en déplacement à La Calamine. Plus d'une centaine de supporters Molenbeekois ont suivi l'équipe à 167 km de la capitale.

## BX Brussels
En mars 2013, Vincent Kompany, annonce qu'il souhaite soutenir le club au matricule 9026 et avec l'aide de proches dont sa sœur, il lance un projet qui n'est pas uniquement footballistique mais aussi social et dirigé vers la jeunesse bruxelloise. Une subtile campagne de promotion est menée via le site Internet du club et porte le nom « We start from scratch». Les sympathisants et les fans sont appelés à choisir successivement le nouveau nom puis les nouvelles couleurs et enfin un nouveau logo de l'équipe. Des scrutins populaires réalisés par le biais des réseaux sociaux sortent les résultats: « BX Brussels » ou simplement « BX » comme appellation  et les couleurs Noir et Blanc.
Le 15 mai 2013, le club se dote d'un nouveau logo. Attention, celui porte la mention « Est. 2013 » qui sous entend une création du club lors de cette année, mais on doit à la vérité de considérer que le club en tant que tel a bien vu le jour en 1986.
Dans un premier temps, la direction envisage d'installer son équipe « A » dans les installations de l'ancienne La Forestoise à Forest. Il semble finalement que c'est le stade communal de Jette que le « BX » va partager avec le RSD Jette.

## Résultats dans les divisions nationales
Statistiques mises à jour au 7 mai 2014

### Palmarès
- 1 fois champion de Promotion en 2009.

### Bilan
| Niv | Divisions     | Jouées | Titres | TM Up | TM Down |
| --- | ------------- | ------ | ------ | ----- | ------- |
| I   | 1re nationale | 0      | 0      |       |         |
| II  | 2e nationale  | 0      | 0      |       |         |
| III | 3e nationale  | 4      | 0      |       | 1       |
| IV  | 4e nationale  | 6      | 1      | 3     |         |
| V   | 5e nationale  | 0      | 0      |       |         |
|     |               |        |        |       |         |
|     | TOTAUX        | 10     | 1      | 3     | 1       |

- TM Up : test-match pour départager des égalités, ou toutes formes de Barrages ou de Tour final pour une montée éventuelle.
- TM Down : test-match pour départager des égalités, ou toutes formes de Barrages ou de Tour final pour le maintien.

### Classements saison par saison
| Ordre               | Saison  | Nom du club    | Niveau             | Classement final | Remarques         |
| ------------------- | ------- | -------------- | ------------------ | ---------------- | ----------------- |
| 1                   | 2004-05 | FC Bleid       | Promotion série D  | 10e/16           |                   |
| 2                   | 2005-06 | FC Bleid       | Promotion série D  | 2e/16            | Tour final        |
| 3                   | 2006-07 | FC Bleid       | Promotion série D  | 2e/16            | Tour final        |
| 4                   | 2007-08 | FC Bleid       | Promotion série D  | 3e/16            | Tour final        |
| 5                   | 2008-09 | FC Bleid       | Promotion série D  | 1er/16           | Champion et promu |
| 9                   | 2009-10 | FC Bleid       | Division 3 série B | 15e/18           |                   |
| 7                   | 2010-11 | FC Bleid-Gaume | Division 3 série B | 14e/18           |                   |
| 8                   | 2011-12 | FC Bleid-Gaume | Division 3 série A | 16e/18           | [ saisons 4 ]     |
| 9                   | 2012-13 | FC Bleid-Gaume | Division 3 série B | 19e/19           | Relégué           |
| 10                  | 2013-14 | BX Brussels    | Promotion série B  | 15e/16           | Relégué           |
| séries provinciales |         |                |                    |                  |                   |

## Encadrement technique
- Entraîneur : Junior Ngalula Mbuyi
- Entraîneur adjoint : André Delieu
- Entraîneur des gardiens : Sven Walraevens